# 1966年の政治
1966年の政治（1966ねんのせいじ）では、1966年（昭和41年）の政治分野に関する出来事について記述する。

## できごと

### 1月
- 1月21日 - モスクワで日ソ貿易支払協定、日ソ航空協定に調印。
- 1月22日 - インド、インディラ・ガンディー内閣成立。
- 1月31日 - 八幡製鐵の政治献金問題について高等裁判所で合法と判決。

### 3月

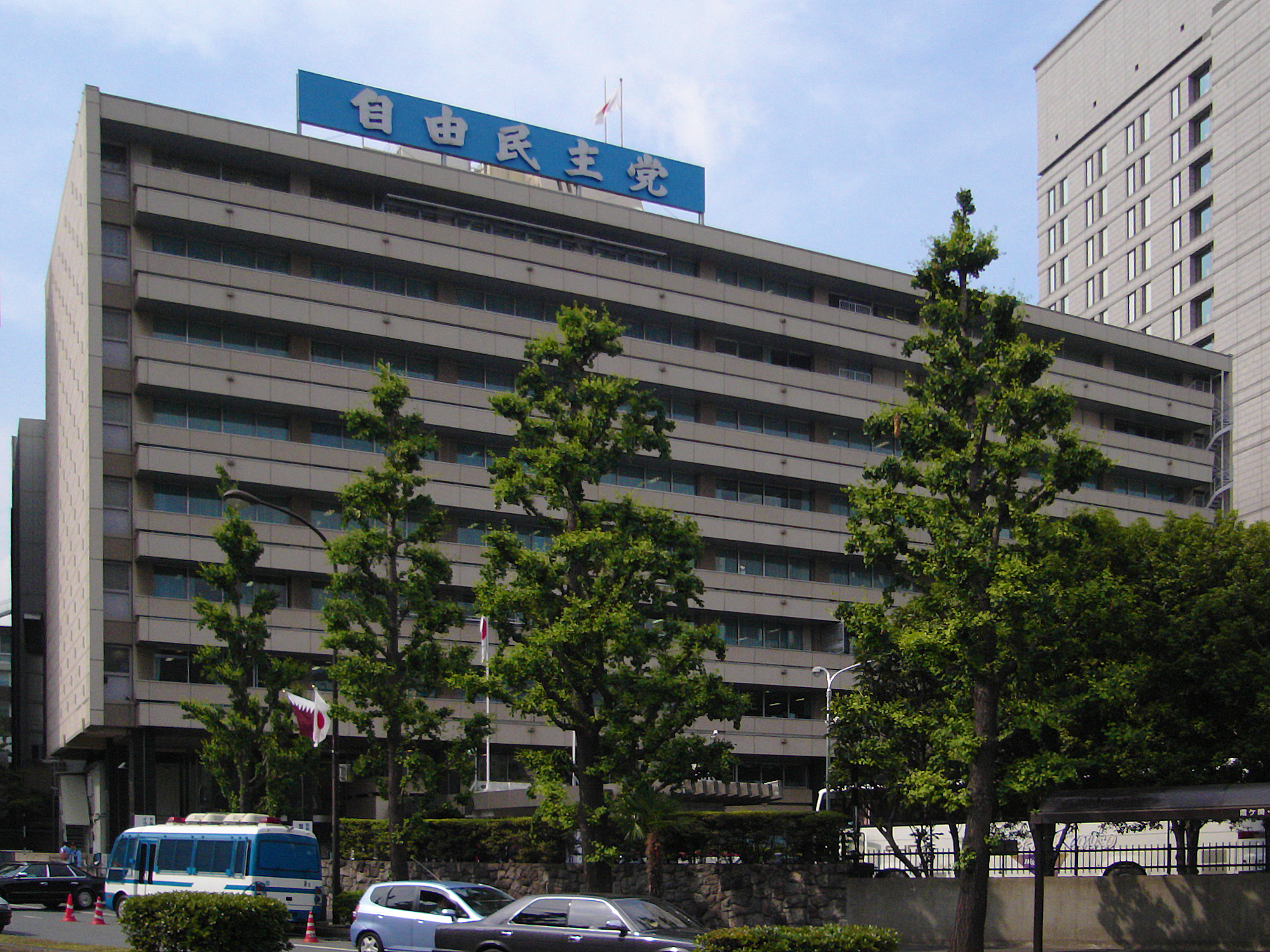
自由民主党本部

- 3月14日 - 東京で日ソ経済合同委員会。
- 3月24日
  - 自民党本部（自由民主会館）落成。
  - 公害対策推進連絡会議、自動車の排気ガス規制を表明。

### 5月
- 5月4日 - 文化大革命開始。

### 6月
- 6月14日 - ソウルでアジア太平洋閣僚会議開催。アジア太平洋協議会（ASPAC）設立。
- 6月25日 - 建国記念の日、敬老の日、体育の日が新たに祝日に制定。
- 6月28日 - 三里塚芝山連合空港反対同盟結成。

### 7月
- 7月11日
  - 第52臨時国会召集（7月30日閉会）。
  - 広島市議会、原爆ドームの永久保存を決議。

### 8月
- 8月5日 - 田中彰治衆議院決算委員長、小佐野賢治国際興業会長を恐喝容疑で逮捕される。
- 8月6日 - 横田正俊が第4代最高裁判所長官に就任。

### 9月

ボツワナ国旗

- 9月2日 - 上林山栄吉防衛庁長官、航空自衛隊機を使って地元の鹿児島にお国入り。さらに統合幕僚会議議長と陸海空の3幕僚長を従えながら陸上自衛隊音楽隊を連ねてパレードし公私混同と非難される。
- 9月10日 - 田中彰治衆議院議員、辞表を提出。13日受理。
- 9月27日 - 参議院決算委員会で共和精糖不正融資問題が議題となる。
- 9月30日 - ボツワナ独立。

### 10月
- 10月10日 - 地元の深谷駅を急行停車駅に指定した荒舩清十郎運輸相辞任。後任に藤枝泉介。

### 11月
- 11月16日 - 自民党綱紀粛正調査会、共和精糖事件など「黒い霧」を調査。

### 12月
- 12月1日 - 自民党大会。佐藤栄作総裁再選。佐藤289票、藤山愛一郎89票、前尾繁三郎47票。
- 12月3日
  - 山口喜久一郎衆議院議長、インチキ手形による詐欺師の仲人をした責任をとって辞任。
  - 第53臨時国会召集（12月20日閉会）。
  - 第1次佐藤第3次改造内閣発足。田中角栄幹事長を事実上更迭し、福田赳夫を後任に起用。
- 12月20日 - 東京地方裁判所、結婚による女性の退職制について違憲判決。
- 12月27日 - 第54国会召集、衆議院解散（黒い霧解散）。